# جودي ريل
ماري جودي ريل (بالإنجليزية: Mary Jodi Rell)‏؛ (16 يونيو 1946 في ولاية فيرجينيا - 20 نوفمبر 2024)، سياسية أمريكية تنتمي إلى الحزب الجمهوري. شغلت منصب حاكمة ولاية كونيتيكت منذ 1 تموز (يوليو) 2004 حتى 5 كانون الثاني (يناير) 2011، فكانت بذلك ثاني امرأة تشغل منصب حاكم الولاية المذكورة.